# Alexander Wynaendts
Alexander Wynaendts (* 1. August 1960 in Almelo) ist ein niederländischer Manager. Er war zwölf Jahre lang CEO und Chairman des niederländischen Versicherungskonzerns Aegon. Seit Mai 2022 ist Wynaendts der Vorsitzende des Aufsichtsrats der Deutschen Bank.

## Leben
Alexander Wynaendts wurde am 1. August 1960 in Almelo geboren. Er entstammt einer alten niederländischen Familie, seine Großmutter war eine russische Prinzessin, sein Vater Diplomat. Wynaendts ist studierter Elektroingenieur und beherrscht sechs Sprachen, darunter Deutsch und Indonesisch.
Seine berufliche Laufbahn startete Alexander Wynaendts im Investmentbanking und im Private Banking von ABN Amro. Für die niederländische Großbank war er 13 Jahre lang in Amsterdam und London tätig.
1997 wechselte er zum niederländischen Versicherer Aegon. 2008 wurde Wynaendts CEO und Chairman des Unternehmens und blieb es bis 2020. In der damaligen Finanzkrise 2008 musste Aegon vom Staat unterstützt werden. Die finanzielle Hilfe wurde bereits vor zehn Jahren vollständig zurückgezahlt. Wynaendts strukturierte den Versicherer während seiner zwölfjährigen Amtszeit um und forcierte das Digitalgeschäft. Die Art und Weise, wie 2020 sein Arbeitsverhältnis endete, wurde von Aktionärsvertretern kritisiert.
Wynaendts ist Mitglied in Aufsichts- und Verwaltungsräten von Air France-KLM, Citigroup, Salesforce und Uber.
Seit dem 19. Mai 2022 ist Wynaendts der Vorsitzende des Aufsichtsrats der Deutschen Bank.
Wynaendts ist bei der Deutschen Bank Nachfolger von Paul Achleitner, der seit 2012 der Vorsitzende des Aufsichtsrats war.